# Overcranked
Overcranked és el festival de música australià de punk, rock i metal més gran del país, presentat per Rave Magazine. La primera edició va ser el 2001. L'edició del 2007 va tenir lloc el 24 de març al RNA Showgrounds a Brisbane.

## Grups el 2007
- Helmet[2]
- The Butterfly Effect[2]
- Frenzal Rhomb (Cancelled[2])
- God Forbid[2]
- Horsell Common
- Sunk Loto
- 8 Ft Sativa
- Psycroptic
- Against
- The Hard-Ons[2]
- Dreamkillers
- Terrorust
- The Rivalry
- Pathogen
- Lord
- Mourningtide
- Minus Life
- Rollerball
- Repeat Offender
- 50 Lions
- Ruins (Au)
- Dyscord
- Art Vandelay
- Western Decay
- City in Panic
- Beijing Tank
- Dead Letter Circus
- Shihad[2]
- After The Fall
- Sakkuth (fora del festival per un canvi sobtat de l'alineació)

## 2008
Overcranked (2008) va tenir lloc l'octubre del 2008